# Kann denn Liebe Sünde sein?
"Kann denn Liebe Sünde sein?" er det første af to singleudspil fra det tyske band Eisbrechers tredje album Sünde. Nummeret fik stor succes i USA og opnåede en attendeplads på den tyske alternative hitliste.[kilde mangler]
| Musik | Spire Denne musikartikel er en spire som bør udbygges. Du er velkommen til at hjælpe Wikipedia ved at udvide den. |